# アポデロセラス
アポデロセラス（学名：Apoderoceras）は、アンモナイトに属する頭足類の絶滅した属である。
アポデロセラスは捕食性の軟体動物で、殻のあるイカに似ていた。これらの頭足類は目、触手、螺旋状の殻を持っていた。生きたタコに近いが、殻は現在のオウムガイに似ている。真のアンモナイトが化石記録に登場するのは約2億4000万年前である。また、最後の系統は6500万年前の白亜紀末に消滅した。

## 生層序学的重要性
国際層序委員会（ICS）は、ジュラ紀のプリンスバッキアンの開始を示す生物学的指標を、アポデロセラスとビフェリセラス・ドノバニの初登場基準日とした。

## 分布
ジュラ紀のアルゼンチン、ハンガリー、イタリア、ポルトガル、イギリスに生息していた。